# Robin Vanderbemden
Robin Vanderbemden (né le 10 février 1994) est un athlète belge, spécialisé dans le sprint. Il a participé à la finale du 4 × 400 m aux championnats du monde d'athlétisme 2015 et a remporté deux titres belges. Il est le détenteur avec le relais belge du 4 x 100 m (les « Belgian Falcons ») du record de Belgique.

## Biographie
Il devient en 2013 le champion de Belgique du 60 m en intérieur. Titre qu'il prolonge l'année suivante.
Lors des championnats de Belgique d'athlétisme 2015, Robin Vanderbemden termine sixième du 400 m, ce qui lui fait gagner sa place dans l'équipe du relais 4 × 400 mètres aux championnats du monde d'athlétisme 2015 à Pékin. La Belgique termine à la cinquième place.
Le 9 juin 2016, il permet au relais belge de se qualifier pour la finale des Championnats d'Europe. Il ne participe pas à la finale lors de laquelle le relais belge remporte la médaille d'or mais devient tout de même champion d'Europe pour cette participation aux séries.
En 2017, il participe au relais belge du 4 x 400 m lors des Championnats d'Europe en salle avec qui il remporte la médaille d'argent.
En 2019, il remporte avec le relais 4 x 400 m la médaille de bronze des Championnats du monde à Doha.
En 2024, il remporte avec le relais 4 x 400 m la médaille d'or des Championnats d'Europe à Rome.
Lors des Relais mondiaux 2025 à Canton, le relais belge du 4 x 100 m constitué de Robin Vanderbemden, Antoine Snyders, Kobe Vleminckx et Simon Verherstraeten réalise le 11 mai 2025 un chrono de 38 s 49, nouveau record de Belgique. Ce record qualifie le relais belge des Belgian Falcons pour les Championnats du monde d'athlétisme 2025 à Tokyo.

### Club
Robin Vanderbemden fait partie du club d'athlétisme de Seraing.

## Palmarès
| Date | Compétition           | Lieu | Résultat | Epreuve   | Temps         |
| ---- | --------------------- | ---- | -------- | --------- | ------------- |
| 2024 | Championnats d'Europe | Rome | 1er      | 4 x 400 m | 2 min 59 s 84 |

### 60 m
- 2012:  Médaille d'argent aux Championnats de Belgique en salle (6 s 98)
- 2013:  Médaille d'or aux  Championnats de Belgique en salle (6 s 84)
- 2014:  Médaille d'or aux Championnats de Belgique en salle (6 s 71)

### 200 m
- 2013: 8e aux Championnats d'Europe juniors à Rieti (21 s 39)
- 2013: 8e aux Jeux de la Francophonie à Nice (21 s 68)
- 2017:  Médaille d'or aux Championnats de Belgique (20 s 84)
- 2018: 14e aux Championnats d'Europe à Berlin (20 s 62)
- 2021:  Médaille d'or aux Championnats de Belgique en salle (21 s 22)

### 400 m
- 2015: 8e aux Championnats d'Europe espoirs à Tallinn (47 s 20)
- 2016:  Médaille d'argent aux Championnats de Belgique (45 s 98)
- 2018:  Médaille de bronze aux Championnats de Belgique (46 s 09)

### 4 x 400 m
- 2013: 5e aux Championnats d'Europe juniors à Rieti (3 min 12 s 96)
- 2013:  Médaille d'argent aux Jeux de la Francophonie à Nice (3 min 6 s 24)
- 2015: 5e aux Championnats du monde à Pékin (3 min 0 s 24)
- 2016: 6e aux Championnats du monde en salle à Portland (3 min 9 s 71)
- 2017:  Médaille d'argent aux Championnats d'Europe en salle à Belgrade (3 min 7 s 80)
- 2017: 4e aux Championnats du monde à Londres (3 min 0 s 04)
- 2019:  Médaille de bronze aux Championnats du monde à Doha (2 min 58 s 78)
- 2024:  Médaille d'or aux Championnats d'Europe à Rome (2 min 59 s 84)

## Records personnels
Plein air
| Épreuve | Performance | Date             | Lieu      |
| ------- | ----------- | ---------------- | --------- |
| 100 m   | 10 s 40     | 19 juillet 2017  | Liège     |
| 200 m   | 20 s 43     | 28 juillet 2018  | Ninove    |
| 400 m   | 45 s 51     | 8 septembre 2023 | Bruxelles |

En salle
| Épreuve | Performance | Date          | Lieu |
| ------- | ----------- | ------------- | ---- |
| 60 m    | 6 s 68      | 1er mars 2014 | Gand |